# Acantholimon saxifragifolium
Acantholimon saxifragifolium  es una especie de planta dicotíledonea del género Acantholimon de la familia Plumbaginaceae.

## Historia
Fue descrita científicamente por primera vez por Karl Heinz Rechinger y Mogens Engell Köie.